# Verdrag van Turijn (1860)

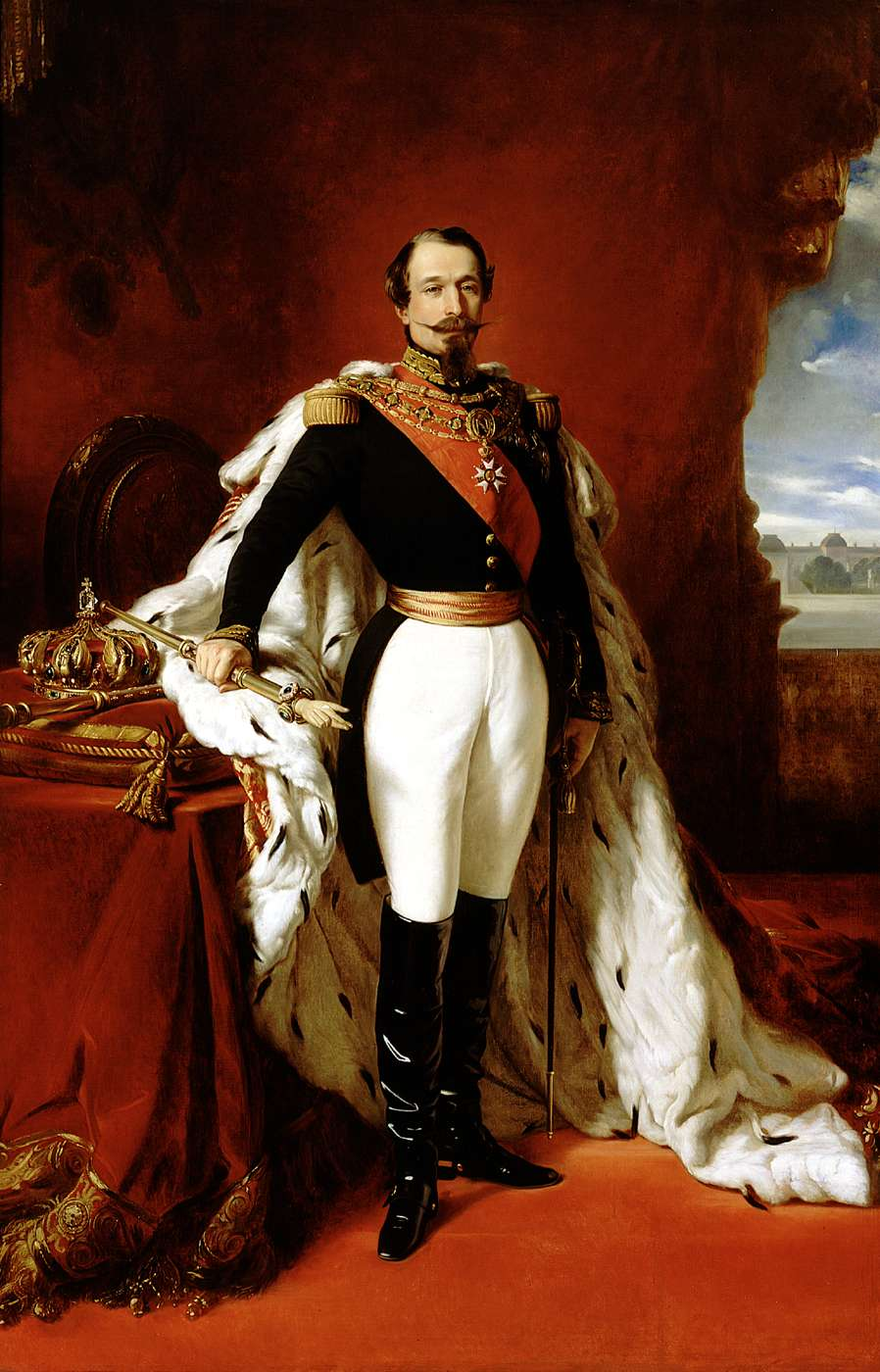
Portret van Napoleon III door Franz Xaver Winterhalter, olieverf op doek, 1855.

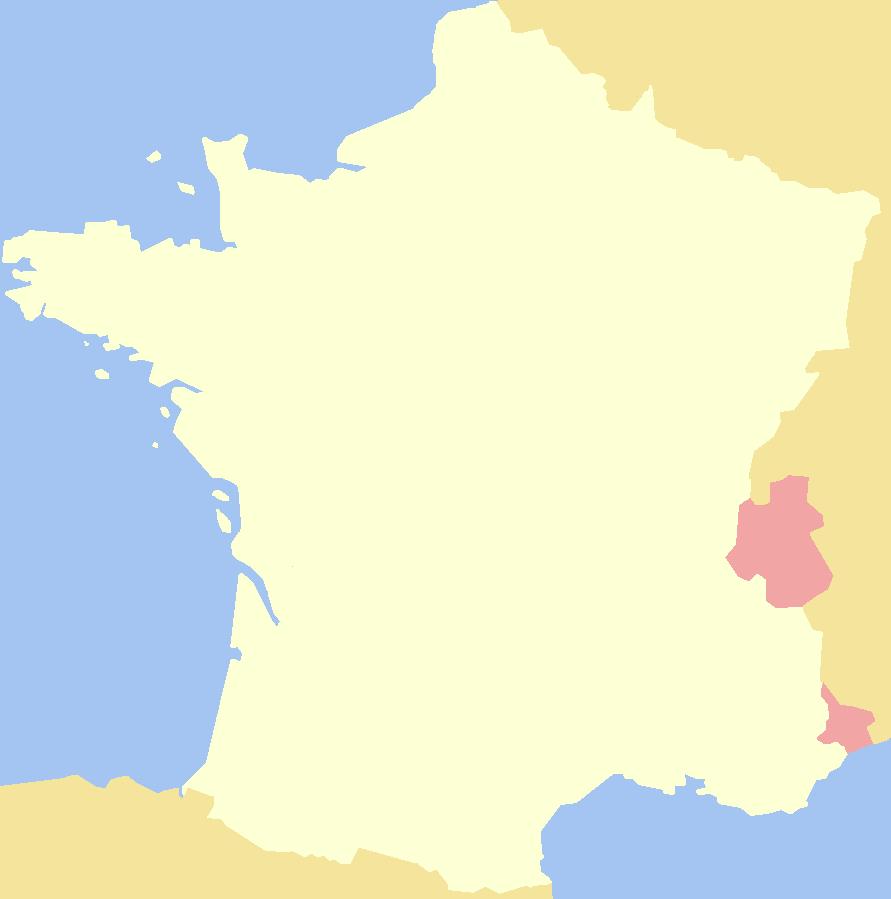
Savoye (boven) en Nizza (onder) bij Frankrijk.

Het Verdrag van Turijn werd op 24 maart 1860 te Turijn gesloten tussen Frankrijk en Piëmont-Sardinië.
Piëmont-Sardinië verkreeg het door Napoleon III veroverde deel van het koninkrijk Lombardije-Venetië, waarbij Frankrijk als tegenprestatie het Franstalige deel van het hertogdom Savoye verkreeg en het Italiaanse graafschap Nizza, dat voortaan Nice zou heten. Het is een voorbeeld van wat de Pruisische kanselier Otto von Bismarck omschreef als de Trinkgeldpolitik van Napoleon III. Na een plebisciet in april 1860 en de ratificatie van het verdrag door de nationale parlementen werden de twee gebieden definitief deel van Frankrijk.

## Achtergrond
Het verdrag vloeide voort uit de geheime ontmoeting van Plombières tussen Napoleon III en Camillo Benso di Cavour, de premier van Piëmont-Sardinië, op 21 juli 1858 in Plombières-les-Bains. Frankrijk zou de eenwording van Italië steunen door Piëmont-Sardinië militair bij te staan in geval van een aanval door Oostenrijk. In ruil zou Frankrijk Savoye en Nizza verkrijgen. Deze afspraken werden op 26 januari 1859 in Turijn geratificeerd.
Tijdens de Tweede Italiaanse Onafhankelijkheidsoorlog (april-juli 1859), die door Piëmont-Sardinië was uitgelokt, stond Frankrijk Piëmont-Sardinië militair bij tegen Oostenrijk. Met name in de Slag bij Montebello, de Slag bij Magenta en de Slag bij Solferino boekten Frankrijk en Piëmont-Sardinië belangrijke overwinningen. Op 11 juli 1859 werd de Wapenstilstand van Villafranca getekend. 
Bij het Verdrag van Zürich (10-11 november 1859) kreeg Frankrijk van Oostenrijk Lombardije, dat direct werd afgestaan aan Piëmont-Sardinië.
Napoleon III liet zich in het geheim door gezanten informeren over de houding van de bevolking in Savoye. In het noorden van Savoye, een streek die historische en economische banden had met Genève, was een deel van de bevolking gewonnen voor aanhechting bij Zwitserland. In februari en maart 1860 werden in een petitie 13.000 handtekeningen verzameld waarin voor aanhechting bij Zwitserland werd gepleit. De Zwitserse Nationale Raad en met name minister Jakob Stämpfli waren ook gewonnen voor aanhechting. Maar in het zuiden van Savoye was de bevolking tegen de opsplitsing van de regio. Om de bevolking te paaien stelde Napoleon een Grande Zone Franche in het vooruitzicht, een douanevrije zone met Zwitserland.

## Verdrag
Bij het Verdrag van Turijn werden de gebiedsoverdrachten officieel vastgelegd. In het verdrag werd niet de term 'annexatie' gebruikt, maar 'hereniging' (réunion). Hiermee werd verwezen naar het verleden waarin met name Savoye al onder het ancien régime en tussen 1792 en 1814 onder Frans bestuur stond. Het verdrag werd ondertekend door keizer Napoleon III en koning Victor Emanuel II van Piëmont-Sardinië. 
Het verdrag telde zeven artikelen en vermeldde uitdrukkelijk dat de 'hereniging' niet tegen de wil van de bevolking zou gebeuren en dat de bevolking zou worden geraadpleegd. Het concept van een volksraadpleging bij een gebiedsoverdracht was nieuw. Niet enkel het opkomende volksnationalisme speelde hierbij een rol. De volksraadpleging diende ook om de andere Europese mogendheden gerust te stellen over de gebiedshonger van Frankrijk.
Het verdrag bepaalde verder dat inwoners de mogelijkheid kregen hun nationaliteit te behouden en naar Italië te verhuizen zonder hun eigendommen in het gebied te verliezen. 

### Plebiscieten

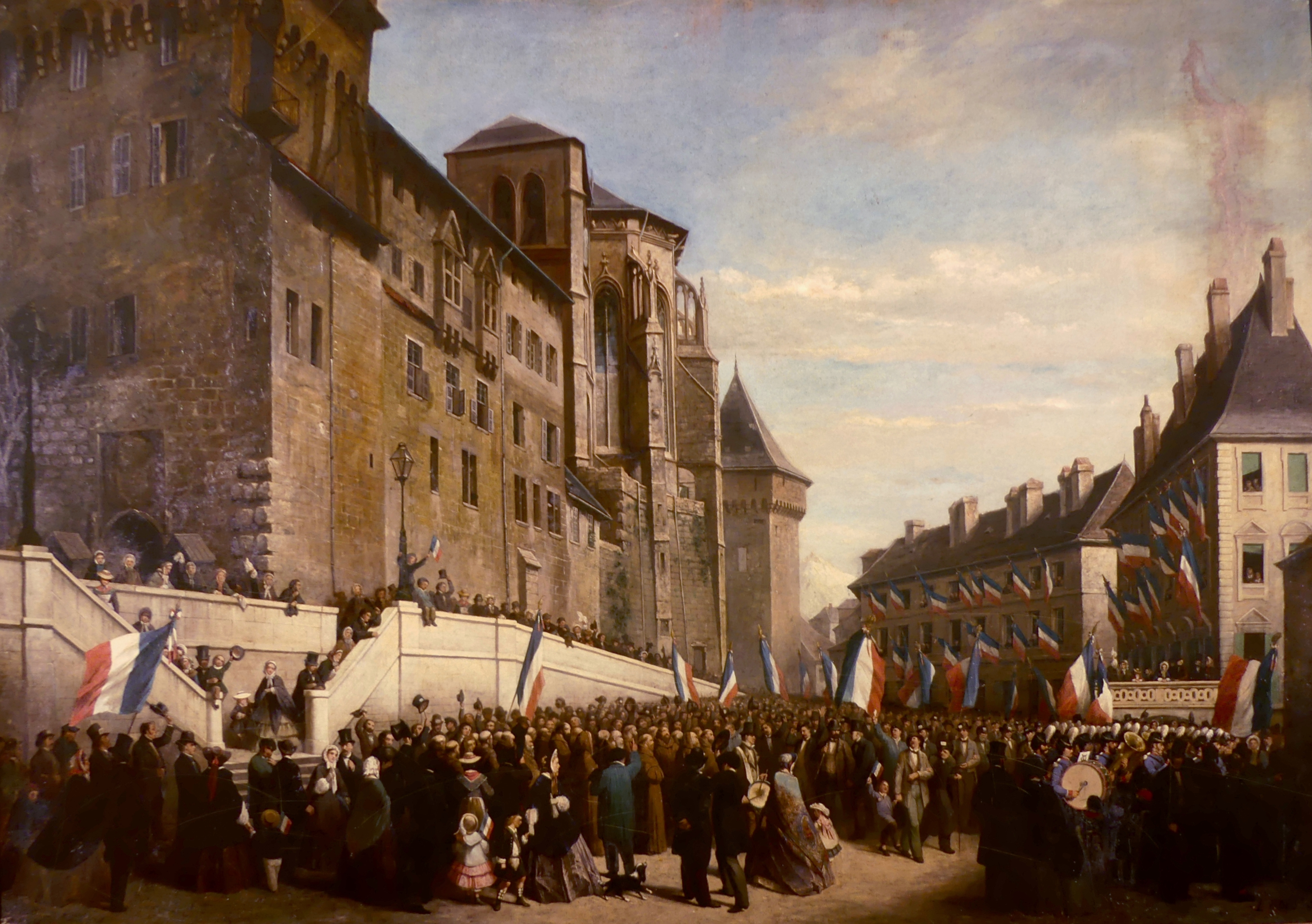
Viering in Chambéry na het plebisciet

De plebiscieten in Nizza en Savoye vonden plaats volgens het algemeen enkelvoudig stemrecht, uitsluitend voor de mannelijke inwoners. Van conservatief-katholieke zijde werd er opgeroepen om voor aanhechting te stemmen. Aan liberale zijde was men eerder tegen. Het plebisciet in Nizza vond plaats op 15 en 16 april 1860. 99,3% van de ingeschreven kiezers stemde ja, slechts 160 kiezers stemde nee. Het percentage ja-stemmers was 83,8% als rekening wordt gehouden met de onthoudingen bij de ingeschreven kiezers. In Savoye vond het plebisciet plaats op 22 en 23 april 1860 en waren de resultaten gelijkaardig: 99,7% ja-stemmers tegen maar 235 nee-stemmers. In het noorden van Savoye stond er op de stembiljetten "oui + zone", verwijzend naar de beloofde Grande Zone Franche. Achteraf werd er melding gemaakt van dwang en fraude. Reeds voor de plebiscieten had het Italiaanse overheidspersoneel de gebieden verlaten en waren ze bezet door het Franse leger. Ook zouden op veel plaatsen neen-biljetten hebben ontbroken. De stembiljetten waarop "Suisse" (Zwitserland) was geschreven, werden ongeldig verklaard. De gezant van The Times in Genève noemde het plebisciet in Savoye een farce.

## Gevolgen
In Savoye werden twee nieuwe Franse departementen gevormd: Savoie met hoofdplaats Chambéry en Haute-Savoie met als hoofdplaats Annecy. In augustus en september maakten keizer Napoleon III en keizerin Eugénie er hun feestelijke intrede. Nice werd deel van het nieuw opgerichte departement Alpes-Maritimes.
Voor Savoye is het niet bekend hoeveel inwoners uitweken naar Italië. In Nizza maakten 920 inwoners gebruik van dit recht.

## Ligue Savoisienne
De Ligue Savoisienne vond dat Frankrijk zich niet hield aan de clausules uit het verdrag en streefde daarom vanaf 1995 naar het legaal en vreedzaam heroprichten van een onafhankelijke staat Savoye. In 2012 werd de beweging opgeheven zonder dat dit doel was bereikt.